# Mezquita del pequeño mercado
La Mezquita del Pequeño Bazar está ubicada en el centro de la ciudad de Lankaran, Azerbaiyán. 

## Historia
La mezquita Kichik Bazaar fue construida en Lankaran en 1906 . Taghi bey, Agha bey, Molla Nasser y la gente de la ciudad contribuyeron a la construcción de la mezquita. Rahim, el pintor de la mezquita, era el maestro y su padre. Cuando se construyó la mezquita, había un magnífico minarete conocido como Güldaste. En los años 30 del siglo pasado, este magnífico minarete fue destruido por el gobierno soviético bajo el lema "lucha contra la religión". La mezquita en sí ha conservado su aspecto original hasta el día de hoy y está protegida por el Estado. Los muros de la mezquita tienen 26 metros de largo, 10 metros de ancho, 8 metros de alto y 1 metro de espesor. En la mezquita pueden rezar 250 personas al mismo tiempo. En la construcción de la mezquita se utilizaron ladrillos rojos, materiales forestales locales y tejas. Aunque el minarete de la mezquita se encuentra aquí, fue destruido durante el período soviético. El minarete ha sido restaurado. El nuevo minarete de 24 metros está hecho de ladrillos rojos y las palabras árabes Alá están escritas en los ladrillos blancos. La mezquita está protegida como monumento histórico-religioso por el Ministerio de Cultura y Turismo . 